# 鹿児島県道212号谷山停車場線
鹿児島県道212号谷山停車場線（かごしまけんどう212ごう たにやまていしゃじょうせん）は、鹿児島県鹿児島市を通る一般県道である。

## 概要
鹿児島市谷山中央一丁目にある指宿枕崎線 谷山駅から国道225号と交差する谷山駅前交差点までを結ぶ。

### 路線データ
- 起点：鹿児島県鹿児島市谷山中央一丁目（指宿枕崎線 谷山駅前）
- 終点：鹿児島県鹿児島市谷山中央一丁目（谷山駅前交差点、国道225号交点）
- 陸上距離：0.25 km

## 地理

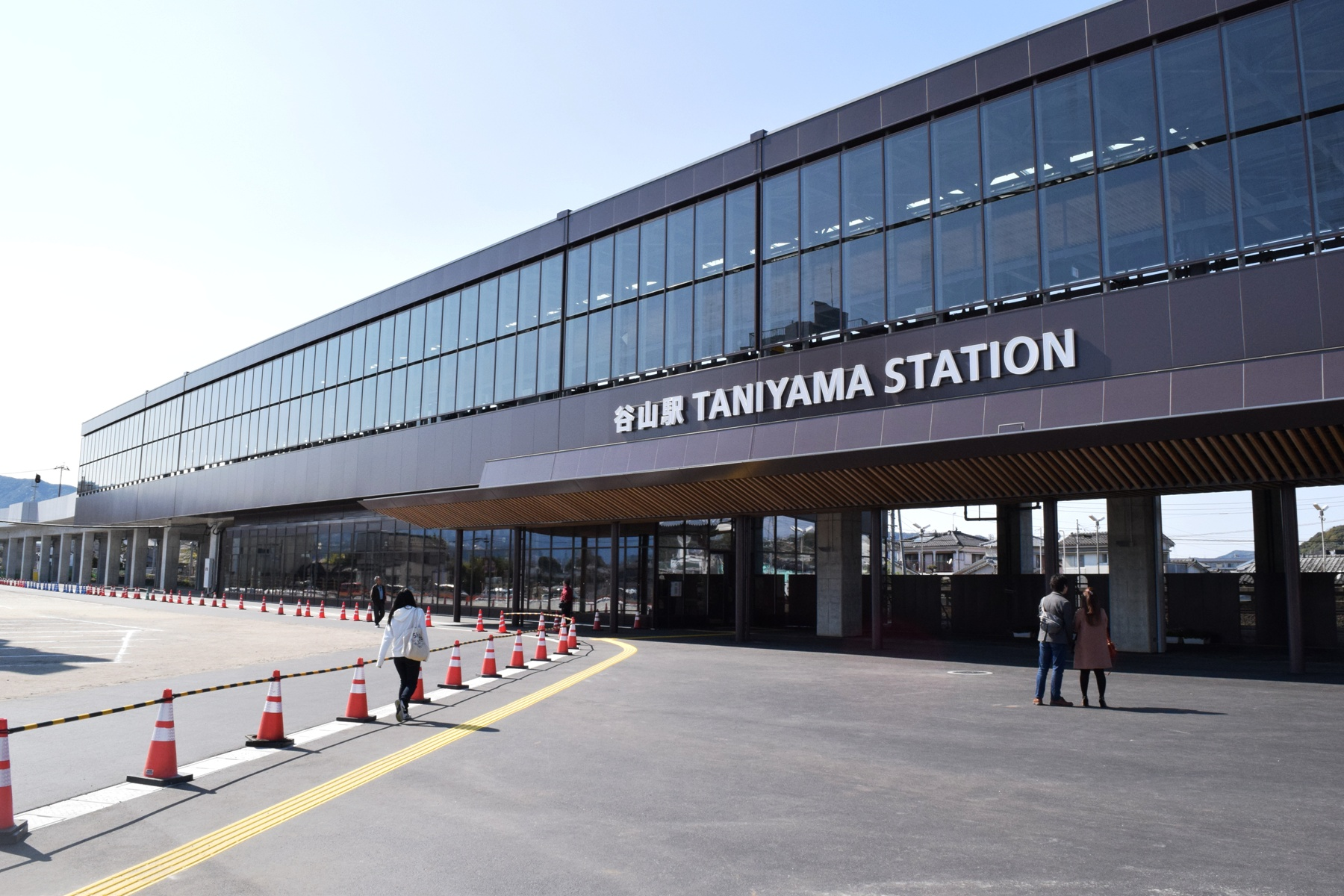
起点となる谷山駅

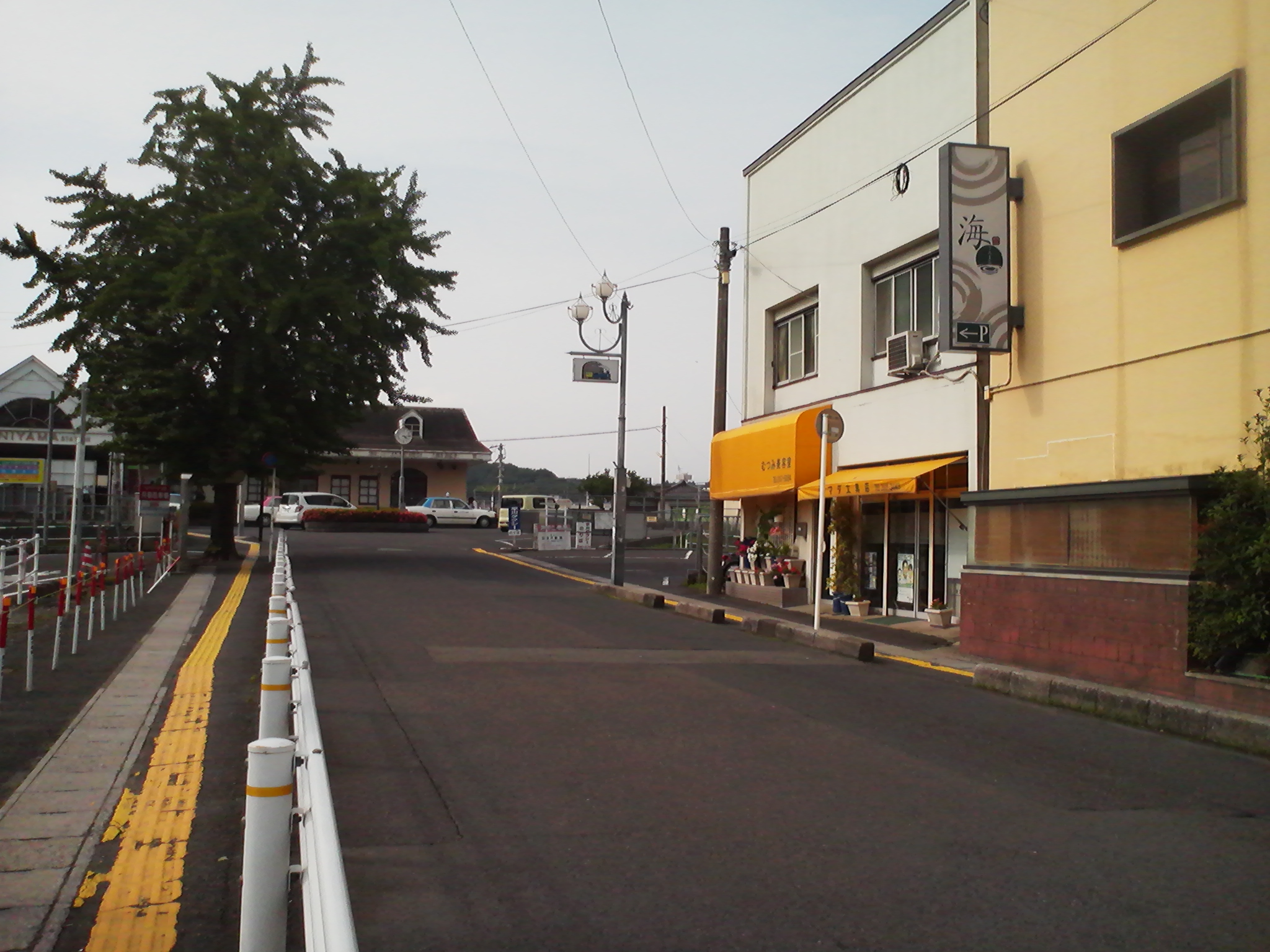
谷山駅前交差点から谷山駅の方を望む（2011年6月撮影）

### 通過する自治体
- 鹿児島市

### 交差する道路
| 交差する道路 | 交差する場所   | 交差する場所          |
| ------------ | -------------- | --------------------- |
| 国道225号    | 谷山中央一丁目 | 谷山駅前交差点 / 終点 |

### 沿線
- JR九州指宿枕崎線 谷山駅